# Mikojan Skat
Mikojan Skat (rus. Скат БПЛА) je predlagano rusko enomotorno brezpilotno bojno letalo. Skat uporablja tehnologijo manjše radarske opaznosti - Stealth. Poganja ga en turboventilatorski motor Klimov RD-5000B, ki je verzija motorja RD-93. Doseglo naj bi visoko podzvočno hitrost. Letalo bo večnamensko, med drugim se bo uporabljalo za uničevanje sovražnikove protiletalske obrambe (SEAD). 
Letalo ima razpon kril 11,5 metrov in je 10,25 metra dolgo. Maksimalna vzletna teža je 10 ton in potovalna hitrost 800km/h. Imelo bo dva notranja prostora za orožje, dovolj velika za protiladijske rakete Kh-31. Bojni tovor bo okrog 2 toni in bojni radij 2.000 km.
Projekt so potem preklicali, zaradi razvoja drugačnega letala. Izkušnje od Skata bodo uporabili pri novem podobnem letalu.